# 后山镇 (重庆市)
后山镇，是中华人民共和国重庆市万州区下辖的一个乡镇级行政单位。

## 行政区划
后山镇下辖以下地区：
新场社区、桂花社区、天顺村、元河村、天池村、天缘村、铁厂村、马槽村、沐河村、石关村、紫云村、曾家村和丁阳村。